# Troll 3
Troll 3 (Originaltitel: Quest for the Mighty Sword) ist ein italienischer Barbarenfilm aus dem Jahr 1990. Entgegen dem deutschen Filmtitel, der eine Fortsetzung der Troll-Reihe suggeriert, handelt es sich bei dem Fantasyfilm um einen Nachzügler der Ator-Filmreihe, woraufhin auch ein Alternativtitel (Ator III: The Hobgoblin) hinweist. Hauptdarsteller Eric Allan Kramer ersetzt hierbei Miles O’Keeffe aus den vorangegangenen beiden Teilen. Drehbuch und Regie stammen von David Hills, einem Pseudonym des Italieners Aristide Massaccesi; besser bekannt als Joe D’Amato.
Der Film wurde unter dem Titel Ator – Das Schwert der Macht im deutschen Fernsehen ausgestrahlt; ein weiterer Alternativtitel ist Troll – Teil 3. Der Film wurde in Deutschland ab November 1991 auf VHS vermarktet.
Bei diesem Film war Laura Gemser als Kostümbildnerin tätig; gleichwohl übernahm sie auch die Nebenrolle der Grimilde.

## Handlung
In der Vorzeit erhält ein weiser König, genannt Ator, von der Gottheit Troll das mystische „Schwert des Heiligen Grals“, um dem leidgeprüften Volk Gerechtigkeit und Frieden zu ermöglichen. Jahre später fordert die finstere Gottheit den Zweihänder zurück. Als der Regent jedoch die Freigabe verweigert, wird er von dem erzürnten Wesen getötet. Dabei zerbricht die Reliquie in zwei Teile. Königin Sunn nimmt sich beherzt der Bruchstücke an und flüchtet, den Tod vorhersehend, mit ihrem kleinen Sohn, Ator junior, zu dem alten Gnom Grindel. Verzweifelt bittet sie den kinderlosen Winzling, den Jungen aufzuziehen. Dieser willigt ein; nicht aber, ohne vorher Liebesdienste als angemessene Gegenleistung einzufordern. Nachfolgend vergiftet Grindel die todessehnsüchtige Hilfesuchende mit einem Liebestrank. Königin Sunn verfällt daraufhin einem Fluch, dem „ewigen Wahnsinn“.
Beim Anschlag fällt auch die hübsche Göttin DeJanira in Ungnade, als sie menschliche Gefühle äußert und König Ator zu Hilfe eilt. Sie wird von Gott Troll verbannt und ihrer übernatürlichen Kräfte beraubt.
Einige Jahre später ist der fast 18-jährige Ator junior zu einem stattlichen Mann herangewachsen. Angeleitet von einer Seherin, die ihn über die jüngsten Ereignisse in Kenntnis setzt, versucht der tapfere Held fortan, das Unrecht zu sühnen und sein Volk zu befreien. Nach Bergung des sagenumwobenen Schwertes tötet er seinen verhassten Ziehvater. Im Anschluss begibt er sich, geführt von Seherin Nephele, auf einen abenteuerlichen Marsch durchs Königreich. Während seiner Wanderung muss sich der Held allerlei feindlich gesinnten Kreaturen stellen. Nachdem Ator die zu Mensch gewordene Göttin DeJanira von ihrem Bann erlöst und der verfluchten Mutter den ersehnten Tod ermöglicht, marschiert er gemeinsam mit DeJanira den Pfad in die sogenannte Mittelwelt entlang. Unterwegs werden sie allerdings von Soldaten eines benachbarten Königreichs überfallen. DeJanira wird verschleppt. Ator, der sich zwischenzeitlich in die ehemalige Göttin verliebte, folgt ihren Spuren.
In einem Wehrbau versucht derweil ein entstellter Regent namens Gunther die Entführte zur Heirat zu bewegen. Als sich Ator der Burg nähert, wittert Gunthers liebestolle Schwester die Chance, die lang ersehnte Liebe zu erfahren. Der Held trotzt jedoch den Ablenkungen und rettet letztlich DeJanira aus den Händen des Bösewichtes. Am Ende verlassen die beiden Verliebten glücklich die Burg.

## Kritiken
Klaus Brüne schreibt im Lexikon des internationalen Films, das Werk sei ein „einfältiges Fantasy-Spektakel, das sich aller möglichen und unmöglichen Legenden und Sagen“ bediene. Die Erfindungsgabe der Inszenierung beschränke sich vor allem auf die Spezialeffekte, da „Maske und Tricktechnik durchaus Qualitäten“ aufweisen. Die Filmzeitschrift Cinema lobt in ihrer Onlineausgabe ebenfalls die „gelungenen“ Specialeffects und Masken. Ferner bezeichnet man das Werk als „opulentes Spektakel für Fantasy-Fans“.